# Исаев, Даниил Александрович
Даниил Александрович Исаев (род. 7 января 2000, Ярославль, Россия) — российский хоккеист, вратарь. В настоящее время является игроком системы ярославского «Локомотива», выступающего в КХЛ. Обладатель кубка Гагарина 2025. Лучший вратарь КХЛ (сезон 2023/2024, 2024/2025).

## Карьера
Воспитанник хоккейной школы ярославского «Локомотива», за который начал выступать в юниорской команде «Локо-Юниор» в сезоне 2016/2017, а в следующем сезоне начал выступать за молодёжную команду «Локо», в составе которой стал обладателем Кубка Харламова. В сезоне 2018/2019, 2 октября 2018 года дебютировал в КХЛ, в матче против нижнекамского «Нефтехимика». Всего в дебютном сезоне провёл 5 матчей. Так же в сезоне 2018/2019 МХЛ вновь выиграл с командой Кубок Харламова.

### В сборной
Вызывался в юниорские и молодёжные сборные России разных возрастов. Был вызван в состав сборной U-17 на Мировой кубок вызова в 2016 году, который проходил в Онтарио в городе Су-Сент-Мари. На этом турнире завоевал бронзовые медали. Был вызван в состав сборной U-18 на чемпионат мира по хоккею среди юниорских команд 2018, который проходил в Челябинске и Магнитогорске. На этом турнире сыграл в одном матче.
В 2019 году был вызван в сборную U-20 для участия в чемпионате мира 2020, который проходил в чешских городах Острава и Тршинец. Сборная России заняла на турнире второе место. Исаев на лёд не выходил.

## Достижения
- Бронзовый призёр Мирового кубка вызова 2016 в составе юниорской сборной России
- Обладатель кубка Харламова 2017/2018
- Обладатель кубка Харламова 2018/2019
- Серебряный призёр молодёжного чемпионата мира 2020 в составе сборной России
- Серебряный призер КХЛ (сезон 2023/2024)
- Обладатель кубка Континента 2024/2025
- Лучший вратарь КХЛ (сезон 2023/2024)[3]
- Обладатель кубка Гагарина 2024/2025